# Безсонов, Андрей Васильевич
Андрей Васильевич Безсонов (Безносов) (? — 1570-75?) — русский дворянин, дворцовый дьяк при Иване Грозном, которого царь долго держал в милости и которому давал важные поручения, умер в 1570 г.
В 1550 г. он сопровождал Ивана Грозного в казанский поход. В период 1552—1555 г.г. его имя постоянно упоминается при приёмах послов, а в 1554 г. он принимает участие в свадьбе царя Симеона Казанского. В 1560 г. царь Иван поручил ему отвезти в монастырь князя Дмитрия Курлятева, главного единомышленника Сильвестра. До 1563 г. Безсонов числится дьяком в Казенном приказе, а с 1563 г. до смерти в посольском приказе. В 1564 г. Безсонов вёл переговоры с послами немецкого Тевтонского ордена, Вольфганга. В следующем же году, когда Иван IV удалился в Александровскую слободу, Безсонов, постоянно возил к нему дела и грамоты из Москвы, и ему же царь поручил «всегласно» прочесть на площади в Москве народу свою царскую грамоту, присланную из Александровской слободы. В 1566 Безсонов присутствовал на земском соборе. Но вскоре и он сделался жертвой подозрительности Ивана: в 1570 г. он был обвинён, вместе с Висковатым и многими другими, в измене и в тайных сношениях с новгородским архиепископом и новгородскими дьяками, которые желали переметнуться на сторону Речи Посполитой к польскому королю Сигизмунду II, и приговорён к смертной казни. Однако существует грамота в Казань, князю Петру Андреевичу Булгакову, писанная на Москве 4 августа 1574 г. и скреплённая дьяком Андреем Васильевым, так что вопрос, был ли казнён Андрей Безсонов вместе с Висковатым, остаётся открытым. Этого Безсонова часто путают с другим Безсоновым, также Андреем Васильевичем, который в конце 1549 г. был разрядным дьяком в Новгороде, а 5 сентября 1568 г. давал подводы священникам, ехавшим из Новгорода в Москву.

## Дополнительные сведения
- В синодике Ивана Грозного (в памятку для отпевания убитых) вписан Андрей (Безсонов дьякон) весной-летом 1569 г.[5]
- Бессонов Б. И. дополняет сведения (прим. документально не подтвержденные) об Андрее следующим: "Год рождения 1526. Он был сверстником и другом Ивана до 1565 г. Вёл переговоры с Польшей и Литвой. В 1653 г. был воеводой царя при походе на Полоцк, после взятия которого был оставлен с войском на зиму. Детей не оставил. Имущество унаследовал брат Третьяк.
- Разрядная книга:
  - Лета 7071-го году ноября в 30 день (1562 г.)… государь царь и великий князь Иван Васильевичь всеа Русии пошол с Москвы в Литовскую землю для своего дела и земского за божиею помощию мстити недругу своему литовскому королю за его многое неизправление. А з государем был брат ево государев князь… Да з государем же бояре… Да з государем дияки… Ондрей Безсонов… А как царь и великий князь Иван Васильевичь всеа Русии самодержец пошол от Полотцка, и оставил в Полотцке на годованье бояр своих и воевода… дьяком государь велел быти в Полотцку Ондрею Безсонову
  - Лета 7071-го декабря (1562 г.) поход царя и великого князя к Полотцку зимою… А пошел царь и великий князь для своего дела и земскова с Москвы ноября в 30 ден…А с царем и великим князем…Дьяки…Андрей Безсонов…оставити в Полотцку на году…А дьяком велел государь быти Андрею Безсонову…[6]